# Site J de Thulé
Le site J de Thulé est une station radar de l’armée de l’air américaine (USAF) située au Groenland, près de la base aérienne de Thulé, destinée à la détection des missiles et au suivi des engins spatiaux. L’installation militaire, a été construite en tant que 1er site du système d’alerte avancée pour les missiles balistiques RCA 474L et disposait de 5 des 12 radars BMEWS. La station possède les structures suivantes :
- "Site EWR"[1]: structure avec un système radar multi-éléments à semi-conducteurs (SSPARS)[2]
- BMEWS :  3 des 4 anciens bâtiments AN/FPS-50, 1 bâtiment AN / FPS-49A[3]
- Structures de soutien

## Historique
L'exigence opérationnelle générale n°156 concernant le BMEWS a été publiée le 7 novembre 1957 (le système BMEWS avait été à l'origine "conçu pour fonctionner avec la partie active du système WIZARD") et le 4 février 1958, l'US Air Force a informé le commandement de la défense aérienne que le BMEWS était un "programme complet" et était "placé sur la liste d'urgence du ministère de la Défense."  Le 14 janvier 1958, les États-Unis ont annoncé leur "décision de créer un système d'alerte rapide pour les missiles balistiques" avec la mise en service de Thule en 1959. Les coûts totaux pour les stations Thulé et Clear Space Force étaient estimés à environ 800 millions de dollars (en octobre 1958). 
Un navire cargo de la seconde guerre mondiale exploité par la société « Burns & Roe » fourni à l'origine les alimentations en électricité et en chauffage du site J jusqu'à la construction d'une centrale, des années plus tard, et l’eau provenait de la base aérienne de Thulé via une branche menant au site.

### Construction
Kiewit fut choisi pour sous-traiter les constructions lourdes (par exemple, les fondations des réflecteurs AN / FPS-50 et des tunnels entre les bâtiments de l'émetteur),, la construction a commencé en mai 1958 (une installation de réflecteur d'essai a échoué à cause de boulons en acier au carbone ordinaires au lieu de 1,5% d'acier chromé). Le bâtiment de maintenance à chaleur électrique a été le premier bâtiment achevé; et les quatre réflecteurs AN/FPS-50 avec des fondations de 25 tonnes furent terminés au 8 août 1959. Après le 13 juillet 1959 et le traité n°5045 avec le Canada concernant les sites intermédiaires,  le système de communication arrière BMEWS de Western Electric (BRCS) a été mis en place entre le "standard téléphonique" à Thulé et le bureau du projet BMEWS à New York "-, une ligne similaire entre Thulé et le Massachusetts utilisait un" câble sous-marin entre Thulé et Cape Dyer ". Le 23 avril 1960 le président Eisenhower a été informé que "les travaux de construction à Thulé se déroulaient comme prévu, que tous les bâtiments techniques avaient été construits, que la mise en place des composants électroniques était en cours et que le montage des quatre antennes radars était terminé". Les tests radar ont commencé le 16 mai 1960.

### Opérations
Le 30 septembre 1960 à minuit, le BMEWS a atteint sa capacité opérationnelle initiale.
Fausse alerte
Le 5 octobre 1960, lorsque Nikita Khrouchtchev, le Premier ministre soviétique, était à New York, le radar de Thulé a émis une fausse alarme à cause du lever de la lune. Le 24 novembre 1961, une erreur d'un opérateur d'AT&T de la station de télécommunication de la Forêt Noire au nord-est de Colorado Springs a provoqué une interruption des communications de BMEWS avec la base aérienne d'Ent (le survol d'un B-52 proche a confirmé que le site J n'avait pas été attaqué).

Couverture des sites PAVE PAWS (en bleu) et BMEWS (en rouge).

### Air Defense Command
Les opérations du site ont été définitivement transférées d'entrepreneurs civils au Commandement de la défense aérienne le 5 janvier 1962; cette même année, des dolines se sont formées dans le fossé de drainage "Scanner 6".
Un ensemble radar ANA/FPS-49A RCA avec radôme conçu pour la météo Thulé a été installé en décembre 1963, et le test de suivi de trajets multiples a été achevé en mai 1964. En 1967, le coût total du système s'élevait à 1,259 milliard de dollars. 
Le système d'alarme anti-bombe provoqua une fausse alerte lors du crash de la base aérienne de Thulé en 1968 (le système fut  désactivé en 1970). En juin 1980, le radôme FPS-49A de Thulé, fabriqué par Goodyear, a été "détruit par le feu" avant d'être reconstruit. Un terminal de communication par satellite de la fin des années 1960 a été transféré du site de Thulé P-Mountain au site J en 1983.  
La construction d'un radar d'alerte précoce AN/FPS-120 a été lancée le 7 novembre 1984, la "plaque de réseau" a été achevée le 26 juin 1985 et la première piste satellite a été lancée le 8 juin 1986.

### Radar multiéléments à semi-conducteurs
Les radars BMEWS de Thulé ont été désactivés en juin 1987, après avoir été "remplacé" par le SSPARS AN/FPS-120 avec "un radar à double face à commande de phase  avec un arc de détection de 240 degrés,,. L’antenne et le radôme de l’AN/FPS-49A ont été retirés en 2014.  En 2005, après l’approbation du parlement danois, Raytheon a été mandaté pour mettre à niveau le "radar d'alerte précoce" de Thulé pour le déploiement en 2008 du programme Ground-Based Midcourse Defense (rénovation achevée le 24 juin 2009).